# Преображенский сельский совет (Чаплинский район)
Преображенский сельский совет (укр. Преображенська сільська рада) — входит в состав
Чаплинского района
Херсонской области
Украины.
Административный центр сельского совета находится в 
селе Преображенка
.

## История
- 1869 — дата образования.

## Населённые пункты совета
- село Преображенка
- село Благодатное